# Бердзенишвили, Николай Александрович
Никола́й Алекса́ндрович Бердзенишви́ли (груз. ნიკოლოზ ალექსანდრეს ძე ბერძენიშვილი; 27.12.1894(8.1.1895), село Гоголесубани — 17.7.1965, Тбилиси) — советский историк, академик (1944) и вице-президент (1951-57) Академии наук Грузинской ССР.

## Биография
В 1926 году окончил Тбилисский университет. С 1939 года — заведующий отделом истории в Институте языка, истории и материальной культуры. В 1948—1958 годах — директор Института истории Грузинской ССР, заведующий кафедрой истории Грузии исторического факультета Тбилисского университета.
Профессор (1939), доктор исторических наук (1943).

## Основные работы
- «Очерк из истории развития феодальных отношений в Грузии XII—XVI века» (1938),
- «Из истории русско-грузинских отношений на рубеже XVI—XVII века» (1944).
- История Грузии. Ч. 1. С древнейших времен до начала XIX века [Текст] : Учебник для ст. классов сред. школы / Н. Бердзенишвили, И. Джавахишвили, С. Джанашиа ; Под ред. Н. Бердзенишвили ; Ин-т истории им. акад. Джавахишвили АН ГССР. — 2-е изд., испр. — Тбилиси : Гос. изд-во Груз. ССР, 1950 (Комбинат печати Упр. по делам полиграфии и изд-в). — IV, 460 с., 10 л. ил. и карт. : ил., карт.; 23 см.

## Награды и звания
- Заслуженный деятель науки Грузинской ССР (1946).
- Сталинская премия 1947 года

## Память

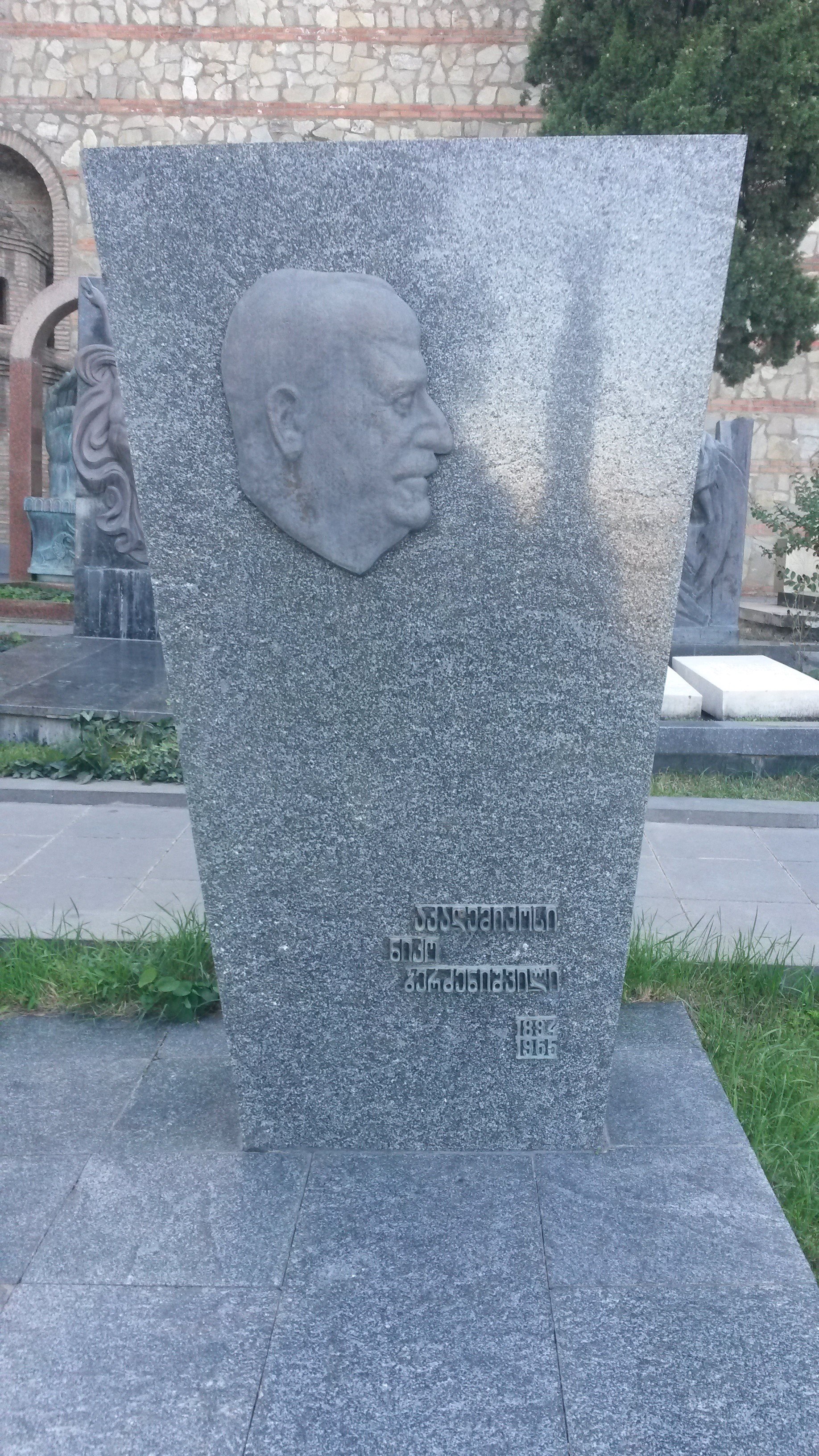
Могила Бердзенишвили

Похоронен в Пантеоне Мтацминда